# 常山路
常山路是中华人民共和国河北省石家庄市元氏县的一条主干道，同时亦有迎宾路与景观路的功能。

## 历史
常山路始建于2001年，最初名称文化路。当时并未建造机动车道与非机动车道之间的隔离带。
2011年初，常山路西延至石邢公路，此后常山路亦承担了迎宾路的功能。之后，常山路根据“一段一景，一段一特色，三季有花、四季常绿”的标准美化出了一条景观路。